# Henry Maundrell
Henry Maundrell (Compton Bassett, 1665 – Aleppo, 1701) è stato uno scrittore e presbitero inglese.

## Biografia
Fu un accademico dell'università di Oxford, nel cui Exeter College aveva studiato tra il 1682 e il 1688, conseguendovi il BA e il MA. Conseguito il Master, fu nominato Fellow del College, in cui rimase fino al 1689. Nel 1691 divenne presbitero anglicano, servendo come cappellano in Siria per la "Levant Company" di Costantinopoli, a partire dal 20 dicembre 1695.

La sua opera Journey from Aleppo to Jerusalem at Easter A.D. 1697, che sfrutta il suo diario che egli scrisse durante il suo pellegrinaggio pasquale a Gerusalemme del 1697, sarà tradotta in tre lingue: Francese (1705), Neerlandese (1717) e Tedesco (1792). 

La settima edizione sarà data alle stampe nel 1749
Maundrell scrisse un altro resoconto del viaggio, A Journey to the Banks of the Euphrates at Beer, and to the Country of Mesopotamia (Oxford, 1699), che comparve a stampa in un'edizione del 1714 del Journey to Jerusalem.